# Aeródromo Los Confines
El Aeródromo Los Confines (OACI: SCGO) es un terminal aéreo ubicado a 1 kilómetro al este de Angol, en la Provincia de Malleco, Región de la Araucanía, Chile. Este aeródromo es de carácter público.
En este aeródromo funciona el Club Aéreo de Angol, el cual co-administra estas instalaciones.

## Historia
En la década de los noventa se realizaron mejoramientos en nueve aeródromos menores entre los que se encontraba Los Confines
El año 2009 constituyó un verdadero hito para los habitantes de Angol y los alrededores gracias al espectáculo que se presentó la cuadrilla de alta acrobacia Halcones de la Fuerza Aérea de Chile. Más de tres mil personas asistieron a ver el espectáculo.
Durante el 2014 desde este aeródromo se realizó un operativo de profesionales de la salud hacia la Isla Mocha en la Región del Bio Bio.
En abril de 2015 el Gobierno Regional de La Araucanía a través de la Comisión de transportes y telecomunicaciones del Consejo Regional anunció la ampliación de la pista en 200 metros con una inversión de 327 millones de pesos. Uno de los motivos principales es que este aeródromo sirve para combatir los incendios forestales durante la temporada de verano.